# TNT (amerikai televízióadó)
A TNT egy amerikai televíziós filmcsatorna, amelyet Ted Turner alapított. 1988. október 3-án indult és először az Elfújta a szél című filmet sugározta.

## Kelet-Európában
1993-tól Magyarországon is fogható volt a TNT Európa. A Cartoon Networkkel osztozott frekvenciáján és ott mindennap 20 órától (később 22 órától) reggel 6-ig volt látható. Itt (az amerikai csatornával ellentétben) régi mozifilmek voltak műsoron, majd 1995-től, péntek esténként jelentkezett a WCW Monday Nitro, majd később a WCW Thunder is. A csatorna logója, minimálisan tért el az amerikai TNT-től: A betűk nem lógtak ki a körvonalból, de vastagabbak voltak, és néhol fehér csíkokat is tartalmaztak, hasonlóan az amerikai TNT korábbi logójához. 2009-ben átadta a helyét a szintén klasszikus filmeket sugárzó Turner Classic Movies-nak. A TCM-en már nem volt pankráció közvetítés.
2015. október 6-án a TNT Romániában is felváltotta a TCM-et a Cartoon Network 22 órától 7 óráig tartó sávjában. Magyar nyelven még nem elérhető a TNT.
2021. szeptember 25-én, illetve október 23-án Németországban, Lengyelországban, és Romániában átnevezték Warner TV-re.